# Fredvangbroerne
68°04′49″N 013°12′01″Ø / 68.08028°N 13.20028°Ø
Fredvangbroerne er to Cantileverbroer som forbinder fiskelejet Fredvang på Moskenesøya med resten af Flakstad kommune på Flakstadøya i Nordland fylke i Norge. Mellem de to broer ligger den lille ø Torvøya. Broerne er del af fylkesvei 808.
Både Kubholmleia bro og Røssøystraumen bro er 240 meter lange og har hovedspænd på 115 meter. Begge broerne har 3 spænd og en gennemsejlingshøjde på 16 meter. Broerne blev åbnet 3. december 1988 og erstattede færgeforbindelsen mellem Finnbyen og Fredvang. Færgeforbindelsen blev sat i drift i 1965.

## Ekstern henvisning
- Structurae om Kubholmleia bru Arkiveret 4. juni 2011 hos  Wayback Machine